# بيرولا
بيرولا بلدية في ولاية بارانا في المنطقة الجنوبية من البرازيل.